# Pavel Vavilov
Pavel Valerievich Vavilov (en russe : Павел Валерьевич Вавилов), né le 20 août 1972 à Tioumen, est un biathlète russe.

## Biographie
En 1994, il obtient son premier titte international sur le relais des Championnats d'Europe. Il fait ses débuts dans la Coupe du monde la saison suivante.
En 1998, il obtient son unique podium dans un relais de Coupe du monde à Ruhpolding, où il est deux fois quatrième sur les sprints, puis prend part à l'individuel des Jeux olympiques de Nagano.
Au niveau national, il est champion de Russie du sprint en 1997.

## Palmarès

### Jeux olympiques d'hiver
| Épreuve / Édition | Individuel | Sprint | Relais |
| ----------------- | ---------- | ------ | ------ |
| 1998 Nagano       | 53e        |        |        |

### Championnats du monde
| Épreuve / Édition              | Individuel | Sprint | Poursuite | Départ en masse                  | Relais |
| Mondiaux 1995 Osrblie          | —          | 45e    | -         | Épreuve inexistante à cette date | -      |
| Mondiaux 1999 Kontiolahti Oslo | -          | 35e    | 28e       | —                                | -      |

### Coupe du monde
- Meilleur classement général : 36e en 1999.
- Meilleur résultat individuel : 4e.
- 1 podium en relais : 1 troisième place.

#### Classements annuels
| Année | Classement général final |
| 1998  | 38e                      |
| 1999  | 36e                      |

### Championnats d'Europe
- Médaille d'or du relais en 1994.